# أغوستين ميراندا
أغوستين ميراندا (بالإسبانية: Agustín Miranda)‏ (1930 بباراغواي - ) هو لاعب كرة قدم باراغواياني في مركز الدفاع، شارك في كأس العالم 1958. وشارك مع منتخب باراغواي لكرة القدم. أما مع النوادي، فقد لعب مع سيرو بورتينيو.

## وصلات خارجية
- أغوستين ميراندا على موقع الاتحاد الدولي (مؤرشف)  (الإنجليزية)
- أغوستين ميراندا على موقع قاعدة بيانات كرة القدم.إي يو (الإنجليزية)
- أغوستين ميراندا على موقع ناشيونال فوتبول تيمز (الإنجليزية)
- أغوستين ميراندا على موقع عالم كرة القدم.نت (الإنجليزية)